# Zenagas
Os zenagas, znagas ou aznegues são uma tribo histórica berbere do sudoeste da Mauritânia e do norte do Senegal cuja língua tradicional é o zenaga, uma língua berbere. O nome do Senegal provém da deformação do nome da tribo.
Os zenagas estavam no estrato inferior da sociedade saariano-moura no que é hoje a Mauritânia e o Saara Ocidental, no noroeste de África. Ocupavam-se dos trabalhos mais degradantes às ordens dos seus senhores haçanes [en] (guerreiros) e zauias (religiosos) eram ainda explorados através do pagamento da horma, um imposto exigido em troca de proteção, pois estavam proibidos de pegar em armas. Apesar de frequentemente serem arabizados em termos culturais e linguísticos, acredita-se que sejam descendentes do berberes sanhajas (ou iznagen, por vezes também chamados zenaga) atuais, que viviam na área antes da chegada das tribos árabes maqil no século XII e que foram completamente subjugados pelas castas guerreiras de ascendência árabe no século XVII durante a Guerra de Char Bouba (1644–1674), também chamada "Guerra dos Trinta Anos Mauritana". Segundo John Mercer, supõe-se que o termo "znaga" é uma distorção de "sanhaja".